# Jugo de tomate frío (versión de Suéter)
«Jugo de tomate frío» es el quinto tema que forma parte del tercer álbum de estudio 20 caras bonitas del grupo de rock y new wave argentino Suéter. Fue grabado y producido por Charly García en el año 1985. Esta canción fue compuesta originalmente por Javier Martínez.

## Historia
Esta canción es una adaptación libre propuesta por parte de García, quien escribió junto a Zavaleta una nueva letra ya que después de varios ensayos, la letra de Zavaleta no logró ser convincente.

Entrevistador: Y en el disco "20 Caras Bonitas", producido por Charly García, ¿de quién fue la idea de incluir una versión de «Jugo de Tomate Frío»?
Zavaleta: Fue de Charly, porque yo había hecho un tema original mío espantoso, que ni sé por que lo hice y Charly se mató de risa cuando lo escuchó y me dijo "Hagámosle algo". Así que le empezamos a delirar cosas del rock nacional encima y la versión de "Jugo..." apareció por ahí. Ya le pedí perdón a Javier Martínez... (risas).
Entrevistador: Ese cover me hace acordar a la versión que hizo Devo de «(I Can't Get No) Satisfaction», de los Rolling Stones...
Zavaleta: Ah, mirá. Devo es sensacional. No sabía que habían hecho una versión de ese tema; pero debe ser así porque Devo era un grupo re deforme y nuestra versión de “Jugo de Tomate” también tuvo un poco de eso. Igual, creo, nosotros hicimos una mezcla entre “Jugo de Tomate” y «No pibe» (...) Nos cagamos de risa con Charly grabando eso.
Miguel Zavaleta.

## Interpretación
A diferencia de la original, esta nueva versión está muy lejos de la metáfora sobre lo que se necesita para alcanzar el éxito en la sociedad de consumo. La canción comienza con la letra opuesta de No pibe, (también de Manal). Un fragmento de la canción cita la frase: Y ahora que me acuerdo, se me pasó el efecto de cerebro-less (...); que alude a la "falta de cerebro" (fortuita o buscada deliberadamente) en una sociedad vacía. García también participó en la grabación introduciendo el riff inicial, el estribillo y se puede escuchar su voz en los coros al final de la canción. Según dicho por palabras del propio autor de la letra original, Javier Martínez, esta versión fue la primera que escuchó y que le pareció de su agrado.